# Großweil
Großweil er en kommune i Landkreis Garmisch-Partenkirchen i Regierungsbezirk Oberbayern i den tyske delstat Bayern.
Den er en del af Verwaltungsgemeinschaft Ohlstadt.

## Geografi
Großweil ligger i Region Oberland ved floden Loisach, mellem Murnau og Kochel. Bjergene Heimgarten (1.790m) og Herzogstand (1.760m) ligger i nærheden.
Til Großweil hører landsbyerne Kleinweil og Zell og bebyggelserne Pölten, Stern, Gröben; Frilandsmuseet Freilichtmuseum Glentleiten ligger i kommunen, hvor man har samlet mere end originale 40 bygninger for at bevare den Oberbayerske bygningskultur.